# Piotr Piatrynich
Piotr Piatrynich (en bielorruso: Пётр Пятрыніч, en ruso: Пётр Петринич, Piotr Petrinich; Rudkovka, URSS, 20 de diciembre de 1957) es un deportista bielorruso que compitió para la URSS en remo como timonel.
Ganó tres medallas en el Campeonato Mundial de Remo entre los años 1983 y 2012, y dos medallas en el Campeonato Europeo de Remo, en los años 2007 y 2010.
Participó en los Juegos Olímpicos de Barcelona 1992, ocupando el sexto lugar en el cuatro con timonel.

## Palmarés internacional
| Representando a la URSS     |                             |                   |                    |
| Campeonato Mundial          |                             |                   |                    |
| Año                         | Lugar                       | Medalla           | Prueba             |
| 1983                        | Duisburgo (RFA)             | Medalla de plata  | Dos con timonel    |
| 1990                        | Tasmania (Australia)        | Medalla de bronce | Cuatro con timonel |
| Representando a Bielorrusia |                             |                   |                    |
| Campeonato Mundial          |                             |                   |                    |
| Año                         | Lugar                       | Medalla           | Prueba             |
| 2012                        | Plovdiv (Bulgaria)          | Medalla de oro    | Dos con timonel    |
| Campeonato Europeo          |                             |                   |                    |
| Año                         | Lugar                       | Medalla           | Prueba             |
| 2007                        | Poznań (Polonia)            | Medalla de bronce | Ocho con timonel   |
| 2010                        | Montemor-o-Velho (Portugal) | Medalla de oro    | Dos con timonel    |